# Quận Mercer, Missouri
Quận Mercer là một quận thuộc tiểu bang Missouri, Hoa Kỳ. Theo điều tra dân số năm 2000 của Cục điều tra dân số Hoa Kỳ, quận có dân số 3757 người 2. Quận lỵ đóng ở Princeton 6 Quận được lập ngày 14 tháng 2 năm 1845 từ quận Grundy, Missouri, một quận được tổ chức lần đầu vào năm

## Địa lý
Theo Cục điều tra dân số Hoa Kỳ, quận có tổng diện tích 1179 km2, trong đó có 3 km2 là diện tích mặt nước.

### Xa lộ
- U.S. Route 65
- U.S. Route 136

### Quận giáp ranh
- Quận Decatur, Iowa  (tây bắc)
- Quận Wayne, Iowa  (bắc)
- Quận Putnam  (đông)
- Quận Sullivan  (đông nam)
- Quận Grundy  (nam)
- Quận Harrison  (tây)